# جائزة الأكاديمية الهندية الدولية للأفلام لأفضل ظهور للنجم لهذه العام ‑ سيدات
جائزة لأفضل ظهور لأفضل نجمة لهذا العام تُمنح من قبل الأكاديمية الهندية الدولية للأفلام كجزء من حفل توزيع الجوائز السنوي لتكريم الممثلة التي قدمت أداءً رائعًا في فيلمها الأول. كانت تُعرف في الأصل باسم «جائزة الأكاديمية الهندية الدولية لأفضل وجه جديد للعام (سيدات)»، وقد تم منحها رسميًا لقبها الجديد في عام 2005. وخلال عامها الافتتاحي في عام 2001، تم منح أربع ممثلات منفصلة جائزة.

## نجمة ساطعة
تم ترشيح خمس ممثلات فقط فازن في فئة أفضل ممثلة في نفس العام؛ بالترتيب الزمني هم، غراسي سينغ (2002)، فيديا بالان (2006)، كانجانا رانوت (2007)، ديبيكا بادكون (2008)، آسين (2009).
تم ترشيح ثلاث ممثلات فقط فازن في فئة أفضل ممثلة مساعدة في نفس العام؛ بالترتيب الزمني هم بيباشا باسو (2002)، بارينيتي شوبرا (2012) وديشا باتاني (2017). بارينيتي شوبرا هي الممثلة الوحيدة التي فازت بالجائزتين في نفس العام.
كارينا كابور، فيديا بالان، كانجانا رانوت، كريتي سانون وديبيكا بادكون هم الفائزون الوحيدون الذين فازوا أيضًا بجائزة جائزة الأكاديمية الهندية الدولية للأفلام لأفضل ممثلة لاحقًا.
كانجانا رانوت وبارينيتي شوبرا هما المستلمان الوحيدان اللذان فازا أيضًا بجائزة جائزة الأكاديمية الهندية الدولية للأفلام لأفضل ممثلة مساعدة. بينما فازت تشوبرا في نفس العام، فاز بها رانوت لاحقًا في عام 2009.
كانجانا رانوت هي المستفيدة الوحيدة التي فازت بجائزة أفضل ممثلة وأفضل ممثلة مساعدة.

### عقد 2000
| عام                                                            | ممثلة                                                          | الدور                                                          | الفيلم                                                         |                                                                |
| جائزة الأكاديمية الهندية الدولية للأفلام لأفضل للنجم لعام 2001 | جائزة الأكاديمية الهندية الدولية للأفلام لأفضل للنجم لعام 2001 | جائزة الأكاديمية الهندية الدولية للأفلام لأفضل للنجم لعام 2001 | جائزة الأكاديمية الهندية الدولية للأفلام لأفضل للنجم لعام 2001 | جائزة الأكاديمية الهندية الدولية للأفلام لأفضل للنجم لعام 2001 |
| -------------------------------------------------------------- | -------------------------------------------------------------- | -------------------------------------------------------------- | -------------------------------------------------------------- | -------------------------------------------------------------- |
| 2000 الأولى                                                    | كارينا كابور                                                   | نازنين "ناز" محمد أحمد                                         | لاجئ                                                           |                                                                |
| 2000 الأولى                                                    | كيم شارما                                                      | سانجانا                                                        | موهبتين                                                        |                                                                |
| 2000 الأولى                                                    | بريتي جهانجياني                                                | كيران خانا                                                     | موهبتين                                                        |                                                                |
| 2000 الأولى                                                    | شاميتا شيتي                                                    | إيشيكا دانراجغير                                               | موهبتين                                                        |                                                                |
| 2001 الثانية                                                   | بيباشا باسو                                                    | سونيا / نيتا                                                   | أجنبي                                                          |                                                                |
| 2001 الثانية                                                   | (مناصفة مع) غريسي سينغ                                         | جوري                                                           | لاجان                                                          |                                                                |

## روابط خارجية
- IIFA.com الموقع الرسمي
- IIFA 2014 Rocks with Stars at Tampa Bay
- IIFA To Be Held In Kathmandu Nepal